# Hervé Lougoundji
Hervé Lougoundji (ur. 1970) – środkowoafrykański trener piłkarski.

## Kariera trenerska
Od 2012 do 2014 prowadził narodową reprezentację Republiki Środkowoafrykańskiej.